# 유준희
유준희(1989년 11월 6일 ~ )는 대한민국의 전직 스타크래프트 II 프로게이머이다. JuNi라는 아이디를 사용하며, 종족은 저그이다. 삼성 갤럭시 소속이었다.
2006년 하반기 드래프트에서 삼성전자 칸의 1차 지명으로 입단하였다. 입단 초기엔 팀플레이에서만 조금씩 활동했고, 팀플레이가 없어진 신한은행 프로리그 08-09부턴 조금씩 개인전에 출전해서 조금씩 승리해주곤 했다.
2010년 3월 9일, 신한은행 위너스리그 09-10 시즌 첫 저그 올킬을 기록하는 모습을 보여주어 많은 이들에게 찬사를 받았다. 이후 출전했다하면 연패하던 이전과는 달리 팀의 저그 에이스 차명환의 백업으로 성장하고 있다. 하지만 여전히 형편없고 수준 낮은 경기력때문에 유준프로라는 불명예 별명이 붙었다.
2009년의 공식전 10연패와 2010년의 공식전 12연패라는 불미스런 기록도 가지고 있다.
공식적으론 은퇴가 공시되지 않았지만, 2013년 가을에 송병구의 인터뷰 기사로 보아서 은퇴한 것으로 보인다.

## 수상 경력

### 스타크래프트
- 2005년 6월 인천청소년수련관 스타크래프트 고등부 준우승
- 2006년 4월 제21회 커리지 매치 입상
- 2006년 5월 배재대학교 스타크래프트 고등부 우승
- 2007년 8월 2007 서울 국제 e스포츠 페스티벌 스타크래프트 256강전 32강
- 2009년 5월 박카스 스타리그 2009 36강

### 스타크래프트 II
- 2013년 5월 2013 WCS Korea Season 1 챌린저리그 48강